# John Mearsheimer
John Joseph Mearsheimer (IPA: /ˈmɪərʃaɪmər/; 1947. december 14. –) amerikai politológus és nemzetközikapcsolatok-szakértő, a realista iskola követője. A Chicagói Egyetemen politikatudományt oktat. Legismertebb elmélete a nemzetközi kapcsolatok terén az offenzív realizmus. 2003-ban az American Academy of Arts and Sciences (Amerikai Tudományos Akadémia) tagjává választották.

## Művei
- Conventional Deterrence (Cornell University Press, 1983) ISBN 0801415691 OCLC 9394615
- Liddell Hart and the Weight of History (1988) ISBN 080142089X OCLC 17953067
- The Tragedy of Great Power Politics (2001) ISBN 0393020258 OCLC 46678382
- The Israel Lobby and U.S. Foreign Policy (2007) ISBN 9780374177720 OCLC 144227359
- Why Leaders Lie: The Truth About Lying in International Politics (Oxford University Press, 2011) ISBN 9780199758739 OCLC 593639329
- The Great Delusion: Liberal Dreams and International Realities (Yale University Press, 2018) ISBN 9780300234190

### Magyarul
- A nagy téveszme. Liberális álmok és nemzetközi realitások; Századvég, Budapest, 2022 (Furor Politicus)
- A külpolitika logikája; ford. Kami Miler; Századvég, Budapest, 2023